# Tipula (Eremotipula) rogersi
Tipula (Eremotipula) rogersi is een tweevleugelige uit de familie langpootmuggen (Tipulidae). De soort komt voor in het Nearctisch gebied.